# 淀川郵便局
淀川郵便局（よどがわゆうびんきょく）
- 大阪府大阪市淀川区にある郵便局。本記事で記述する。
- 秋田県大仙市にある郵便局。局番号は86175。

淀川郵便局（よどがわゆうびんきょく）は、大阪府大阪市淀川区にある郵便局。民営化前の分類では集配普通郵便局であった。

## 概要
住所：〒532-8799 大阪府大阪市淀川区十三元今里2-2-36
現在の大阪市淀川区と東淀川区は、もと一つの区（東淀川区）であったため、当局も当初「東淀川郵便局」を名乗っていた。しかし、1974年（昭和49年）の分区に伴い、当地が淀川区に所属することになったため、現在の局名に改称されている。大阪市内では、住之江郵便局（旧・住吉郵便局）、平野郵便局（旧・東住吉郵便局）も同様の経緯で改称されている。

### 併設施設
- ゆうちょ銀行淀川店（大阪支店淀川出張所）：取扱店番号411450

### 分室
現在はなし。過去に存在した分室は以下のとおり。
- 新大阪駅内分室 (41145H)（北緯34度44分0.0秒 東経135度29分59.2秒 / 北緯34.733333度 東経135.499778度） - 新大阪駅2階に設置。取扱は郵便業務のみで、土・日・休日も営業を行なっていた。

## 沿革
- 1926年（大正15年）12月1日 - 東淀川郵便局として設置（1974年以降の東淀川郵便局とは別）。
- 1956年（昭和31年）10月5日 - 電話通話および和文電報受付事務の取扱を開始[1]。
- 1956年（昭和31年）12月3日 - 東淀川区木川西之町三丁目から同区十三西之町五丁目に移転。
- 1965年（昭和40年）2月1日 - 新大阪駅内分室を設置。
- 1968年（昭和43年）7月1日 - 郵便番号導入に伴い東淀川区は東海道本線を境に西側が〒532、東側が〒533となる。
- 1970年（昭和45年）6月29日 - 東淀川区のうち〒533地域は新設の淀川北郵便局へ移管。
- 1974年（昭和49年）3月1日 - 同年7月22日の分区に先立ち、淀川郵便局に改称。
- 1980年（昭和55年）6月23日 - 淀川区十三本町三丁目から、同区十三元今里二丁目に局舎を新築、移転。
- 1990年（平成2年）3月23日 - 花の万博の開催に合わせ、大阪市周辺の主な郵便局40局において、風景印を花をかたどった変形印に変更（当局および「新大阪駅内分室」は淀川区の花であるパンジー）。
- 1998年（平成10年）9月1日 - 外国通貨の両替および旅行小切手の売買に関する業務取扱を開始。
- 2007年（平成19年）10月1日 - 民営化に伴い、併設された郵便事業淀川支店、ゆうちょ銀行淀川店に一部業務を移管。
- 2012年（平成24年）10月1日 - 日本郵便株式会社の発足に伴い、郵便事業淀川支店を淀川郵便局に統合。
- 2014年（平成26年）2月15日 - 新大阪駅内分室を廃止[2]。
- 2022年（令和4年）4月1日-かんぽサービス部を設置。

## 取扱内容

### 淀川郵便局
- 郵便、印紙、ゆうパック、内容証明
- 生命保険、バイク自賠責保険、自動車保険
- 地方公共団体事務（大阪市ごみ処理券の販売、市バス・地下鉄の大阪市優待乗車証の交付）
- 「532-00xx」区域（大阪市淀川区全域）の集配業務
- ゆうゆう窓口

### ゆうちょ銀行淀川店
- 貯金、貸付、為替、振替、振込、国際送金、外貨両替、トラベラーズチェック、国債、投資信託、変額年金保険
- ATM

## 風景印
- パンジーの花の外枠に（変形印）、十三大橋と新大阪駅付近の風景。局名表記は「淀川」
- 使用開始日は1990年（平成2年）3月30日

## 周辺
- 十三公園
- 大阪府立北野高等学校
- 大阪市立神津小学校
- 武田薬品工業 大阪工場

## アクセス
- 十三駅（阪急電鉄）西口から徒歩約7分
- 大阪シティバス、阪急バス 十三元今里停留所下車
- 阪神高速池田線 塚本出入口から北東へ約1.5km
- 国道176号（十三バイパス）側道沿い
- 駐車場あり：7台